# Port lotniczy Mehamn
Port lotniczy Mehamn – krajowy port lotniczy położony w Mehamn. Jest jednym z największych portów lotniczych w północnej Norwegii.

## Linie lotnicze i połączenia
| Linia lotnicza | Kierunek                                                       |
| -------------- | -------------------------------------------------------------- |
| Widerøe        | 1. Båtsfjord 2. Berlevåg 3. Hammerfest 4. Honningsvåg 5. Vadsø |